# Saison 1993-1994 des Celtics de Boston
La saison 1993-1994 des Celtics de Boston est la 48e saison de la franchise américaine de la National Basketball Association (NBA).
Cette saison marque la première saison, depuis 1979, où les Celtics ne se qualifient pas pour les playoffs NBA. Ils restent ainsi sur une série de 14 participations, terminant la saison à la 5e place dans la division Atlantique, avec un bilan de 32-50. Une tragédie frappe l’équipe avant la saison lorsque l'ailier vedette et capitaine de l’équipe, Reggie Lewis, décède d’un arrêt cardiaque pendant l’entraînement. L’absence de Lewis et les départs à la retraite de Larry Bird et Kevin McHale au cours des deux saisons précédentes conduisant à une mauvaise saison.
Les Celtics établissent une série de 7 victoires en janvier, mais subissent 13 défaites durant le mois de février, dont l'équipe ne se remettra pas. Le rookie, Dino Radja, est nommé dans la All-Rookie Second Team. Après la saison, le pivot Robert Parish signe un nouveau contrat avec les Hornets de Charlotte et Kevin Gamble signe avec le Heat de Miami.

## Draft
| Tour | Rang | Joueur    | Position | Nationalité | Provenance |
| ---- | ---- | --------- | -------- | ----------- | ---------- |
| 1    | 19   | Acie Earl | C        | États-Unis  | Iowa       |

## Classements de la saison régulière
| Conférence Est | Conférence Est         | Conférence Est | Conférence Est | Conférence Est |
| No             | Franchise              | Vic.           | Déf.           | PCT            |
| -------------- | ---------------------- | -------------- | -------------- | -------------- |
| 1              | Hawks d'Atlanta        | 57             | 25             | 69.5           |
| 2              | Knicks de New York     | 57             | 25             | 69.5           |
| 3              | Bulls de Chicago       | 55             | 27             | 67.1           |
| 4              | Magic d'Orlando        | 50             | 32             | 61.0           |
| 5              | Pacers de l'Indiana    | 47             | 35             | 57.3           |
| 6              | Cavaliers de Cleveland | 47             | 35             | 57.3           |
| 7              | Nets du New Jersey     | 45             | 37             | 54.9           |
| 8              | Heat de Miami          | 42             | 40             | 51.2           |
|                |                        |                |                |                |
| 9              | Hornets de Charlotte   | 41             | 41             | 50.0           |
| 10             | Celtics de Boston      | 32             | 50             | 39.0           |
| 11             | 76ers de Philadelphie  | 25             | 57             | 30.5           |
| 12             | Bullets de Washington  | 24             | 58             | 29.3           |
| 13             | Pistons de Détroit     | 20             | 62             | 24.4           |
| 13             | Bucks de Milwaukee     | 20             | 62             | 24.4           |

| Division Atlantique   | V  | D  | PCT  | GB |
| --------------------- | -- | -- | ---- | -- |
| Knicks de New York    | 57 | 25 | 69.5 | -  |
| Magic d'Orlando       | 50 | 32 | 61.0 | 7  |
| Nets du New Jersey    | 45 | 37 | 54.9 | 12 |
| Heat de Miami         | 42 | 40 | 51.2 | 15 |
| Celtics de Boston     | 32 | 50 | 39.0 | 25 |
| 76ers de Philadelphie | 25 | 57 | 30.5 | 32 |
| Bullets de Washington | 24 | 58 | 29.3 | 33 |

## Effectif
| Numéro | Joueur          | Position | Provenance              |
| ------ | --------------- | -------- | ----------------------- |
| 00     | Robert Parish   | C        | Centenary (LA)          |
| 4      | Alaa Abdelnaby  | PF       | Duke                    |
| 7      | Dee Brown       | SG       | Jacksonville University |
| 12     | Chris Corchiani | PG       | NC State                |
| 20     | Sherman Douglas | PG       | Syracuse                |
| 27     | Jimmy Oliver    | SG       | Purdue                  |
| 30     | Todd Lichti     | SG       | Stanford                |
| 31     | Xavier McDaniel | SF       | Wichita State           |
| 34     | Kevin Gamble    | SF       | Iowa                    |
| 40     | Dino Radja      | PF       |                         |
| 44     | Rick Fox        | SF       | UNC                     |
| 50     | Matt Wenstrom   | C        | UNC                     |
| 54     | Ed Pinckney     | PF       | Villanova               |
| 55     | Acie Earl       | C        | Iowa                    |

## Statistiques
| Joueur          | MJ | MC | MPG  | FG%  | 3P%  | FT%  | RPG | APG | SPG | BPG | PPG  |
| --------------- | -- | -- | ---- | ---- | ---- | ---- | --- | --- | --- | --- | ---- |
| Alaa Abdelnaby  | 13 | 0  | 12.2 | .436 |      | .640 | 3.5 | 0.2 | 0.2 | 0.2 | 4.9  |
| Dee Brown       | 77 | 76 | 37.2 | .480 | .313 | .831 | 3.9 | 4.5 | 2.0 | 0.6 | 15.5 |
| Chris Corchiani | 51 | 0  | 9.2  | .426 | .289 | .684 | 0.9 | 1.7 | 0.4 | 0.0 | 2.3  |
| Sherman Douglas | 78 | 78 | 35.8 | .462 | .232 | .641 | 2.5 | 8.8 | 1.1 | 0.1 | 13.3 |
| Acie Earl       | 74 | 8  | 15.5 | .406 | .000 | .675 | 3.3 | 0.2 | 0.3 | 0.7 | 5.5  |
| Rick Fox        | 82 | 53 | 25.6 | .467 | .330 | .757 | 4.3 | 2.6 | 1.0 | 0.6 | 10.8 |
| Kevin Gamble    | 75 | 28 | 25.1 | .458 | .243 | .817 | 2.1 | 2.0 | 0.8 | 0.3 | 11.5 |
| Tony Harris     | 5  | 0  | 17.6 | .290 | .333 | .920 | 2.0 | 1.6 | 0.8 | 0.0 | 8.8  |
| Todd Lichti     | 4  | 0  | 12.0 | .429 |      | .500 | 2.0 | 1.5 | 1.3 | 0.3 | 4.8  |
| Xavier McDaniel | 82 | 5  | 24.0 | .461 | .244 | .676 | 4.9 | 1.5 | 0.6 | 0.5 | 11.3 |
| Jimmy Oliver    | 44 | 6  | 12.3 | .416 | .406 | .758 | 1.0 | 0.8 | 0.4 | 0.0 | 4.9  |
| Robert Parish   | 74 | 74 | 26.9 | .491 |      | .740 | 7.3 | 1.1 | 0.6 | 1.3 | 11.7 |
| Ed Pinckney     | 76 | 35 | 20.1 | .522 |      | .736 | 6.3 | 0.8 | 0.8 | 0.6 | 5.2  |
| Dino Radja      | 80 | 47 | 28.8 | .521 | .000 | .751 | 7.2 | 1.4 | 0.9 | 0.8 | 15.1 |
| Matt Wenstrom   | 11 | 0  | 3.4  | .600 |      | .600 | 1.1 | 0.0 | 0.0 | 0.2 | 1.6  |

## Récompenses
- Dino Radja, NBA All-Rookie Second Team